# Swift Current (plaats in Newfoundland en Labrador)
Swift Current is een plaats in de Canadese provincie Newfoundland en Labrador. De plaats bevindt zich aan de zuidkust van het eiland Newfoundland en maakt deel uit van het local service district Swift Current-Black River.

## Geografie
Swift Current ligt aan de noordelijkste zijarm van de Placentia Bay, een van Newfoundlands grote baaien. De zeearm waaraan de plaats gelegen is staat eveneens bekend onder de naam Swift Current. Het is een lintdorp langs provinciale route 210, die de noordoever van die zeearm volgt.
Een kilometer naar het oosten toe ligt het buurdorp Black River. In westelijke richting is de dichtstbij gelegen plaats Terrenceville, op een rijafstand van 55 km. De centrale plaats Clarenville ligt voorts op een rijafstand van ruim 45 km in noordoostelijke richting.

## Geschiedenis
Swift Current werd in 1988 een local service district (LSD), waardoor de gemeentevrije plaats voor het eerst een beperkte vorm van lokaal bestuur kreeg. In 2024 werd het LSD Swift Current opgeheven en ging de plaats deel uitmaken van het nieuwe LSD Swift Current-Black River, dat ook het buurdorp Black River omvat.

## Demografie
Swift Current telde in 2021 124 woningen, waarvan er 99 permanent bewoond waren. Alle inwoners hadden anno 2021 het Engels als moedertaal. Vijf onder hen waren ook het Frans machtig.
Het dorp kende de voorbije decennia, net zoals de meeste afgelegen plaatsen op Newfoundland, een dalende demografische trend. Tussen 1991 en 2021 daalde het inwoneraantal van 292 naar 207. Dat komt neer op een daling van 85 inwoners (-29%) in dertig jaar tijd.
| Demografische ontwikkeling van Swift Current tussen 1991 en 2021 |
| ---------------------------------------------------------------- |
|                                                                  |
| Bron: Statistics Canada (1991–1996, 2001–2006, 2011–2016, 2021)  |